# Катастрофа Ли-2 под Ермаковским
Катастрофа Ли-2 под Ермаковским — авиационная катастрофа, произошедшая в воскресенье 7 марта 1965 года в Ермаковском районе Красноярского края с Ли-2 компании Аэрофлот, при этом погиб 31 человек. Крупнейшая известная катастрофа Ли-2.

## Самолёт
Ли-2 с заводским номером 23442810 и серийным 428-10 был выпущен Ташкентским авиационным заводом в 1952 году и передан Главному управлению гражданского воздушного флота. 24 сентября авиалайнер получил бортовой номер СССР-Л4971 и был направлен в 132-й (Тувинский) авиаотряд Красноярского управления гражданского воздушного флота. В 1959 году была проведена перерегистрация, в результате которой бортовой номер сменился на CCCP-54971. Общая наработка самолёта составляла 17 098 часов.

## Экипаж
- Командир воздушного судна — Сандрухин Дмитрий Фёдорович
- Второй пилот — Бабич Николай Ильич
- Бортрадист — Иванов Владимир Александрович
- Бортмеханик — Гущин Иван Андреевич

## Катастрофа
Самолёт выполнял пассажирские рейсы по маршруту Кызыл — Абакан — Кызыл. В 05:10 Ли-2 вылетел из Кызылского аэропорта и в 06:55 приземлился в Абаканском аэропорту. Эта часть полёта прошла без отклонений, после чего самолёт начали готовить к выполнению обратного рейса — 542. На борт сели 24 взрослых пассажира и 3 ребёнка, при этом по расчётам взлётный вес в момент взлёта составлял 10 946 кг, что на 246 кг превышало установленный, хотя центровка находилась в пределах. В 07:04 рейс 542 вылетел из Абакана. Согласно прогнозу погоды, на маршруте ожидалась средняя и верхняя облачность, умеренная болтанка, а ранним утром ещё и туман в низинах. Фактически погода была ясной, не было никакой болтанки и дул лёгкий северо-западный ветер. В 07:23 с самолёта доложили о занятии эшелона 3000 метров. В 07:41 экипаж сообщил диспетчеру в Красноярске: 3000 визуально, сию [прохожу] перевал, 280 путевая [скорость], Романом Кызыла на подходе. В ответ диспетчер дал указание переходить на связь с аэропортом Кызыл. Экипаж подтвердил получение информации, что стало последней радиопередачей с самолёта. После этого рейс 542 на связь уже не выходил и на вызовы не отвечал. В 07:45, следуя по курсу 240° (110° к трассе) под крутым углом и с левым креном со скольжением, Ли-2 на высоте 1740 метров на высокой скорости врезался в покрытый лесом горный склон. Катастрофа произошла в Ермаковском районе Красноярского края на одной из гор (высота около 1820 метров) Араданского хребта между рек Нистафоровка и Иосифовка. Все люди на борту (31 человек) погибли.

## Расследование
Изучению места катастрофы мешал слой снега толщиной до 2—3 метров, поэтому следователям пришлось ждать, когда он растает. Наконец 1 июня с воздуха в 600 метрах к северу от места падения были обнаружены отдельные обломки, в том числе элерон и концевой обтекатель левого крыла, руль направления и верхняя часть киля. В 300 метрах от основного места падения была найдена часть обшивки левого концевого обтекателя. По изучению обломков была установлена следующая картина. После пролёта перевала авиалайнер попал в нисходящий турбулентный воздушный поток и начал терять высоту. Пилоты, воздействуя на органы управления, попытались исправить это, когда из-за возникших высоких аэродинамических нагрузок разрушился концевой обтекатель левого крыла. На правом крыле концевой обтекатель при этом был деформирован, но не отделился. Отделение части конструкции левого крыла сразу привело к дисбалансу подъёмной силы, поэтому самолёт резко развернуло вдоль подъёмной оси влево, при этом возникли уже боковые аэродинамические перегрузки, в результате которых отделились руль направления и часть киля. Авиалайнер потерял управление и перешёл в падение.
При расследовании было отмечено, что на крыле не было никаких признаков повреждений, включая коррозию и усталость, которые бы могли снизить прочность конструкции. Металл конструкции по своему качеству также отвечал требованиям. Но при этом ранее в ходе многочисленных статических испытаний, а также при эксплуатации самолётов Ли-2 не было выявлено разрушений крыла в том месте, где это произошло в случае с бортом 54971. Лишь после произошедшей 25 марта 1966 года катастрофы под Раменским, которая произошла по той же причине, комиссия пришла к выводу, что на самолётах Ли-2 конструкция концевого обтекателя левого крыла недостаточно устойчива.

### Комментарии
1. ↑  Здесь и далее указано Московское время.